# Bausen (Lleida)
Bausen (spanisch: Bausén) ist eine katalanische Gemeinde mit 60 Einwohnern (Stand: 2024) in der Provinz Lleida im Nordosten Spaniens. Sie liegt in der Comarca Val d’Aran. 

## Lage
Bausen liegt in den Pyrenäen an der französischen Grenze. Die Garonne begrenzt die Gemeinde im Osten. 

## Bevölkerungsentwicklung
| 1900 | 1930 | 1950 | 1970 | 1981 | 1986 | 2001 | 2011 | 2021 |
| ---- | ---- | ---- | ---- | ---- | ---- | ---- | ---- | ---- |
| 370  | 295  | 178  | 90   | 79   | 63   | 68   | 60   | 66   |

## Sehenswürdigkeiten

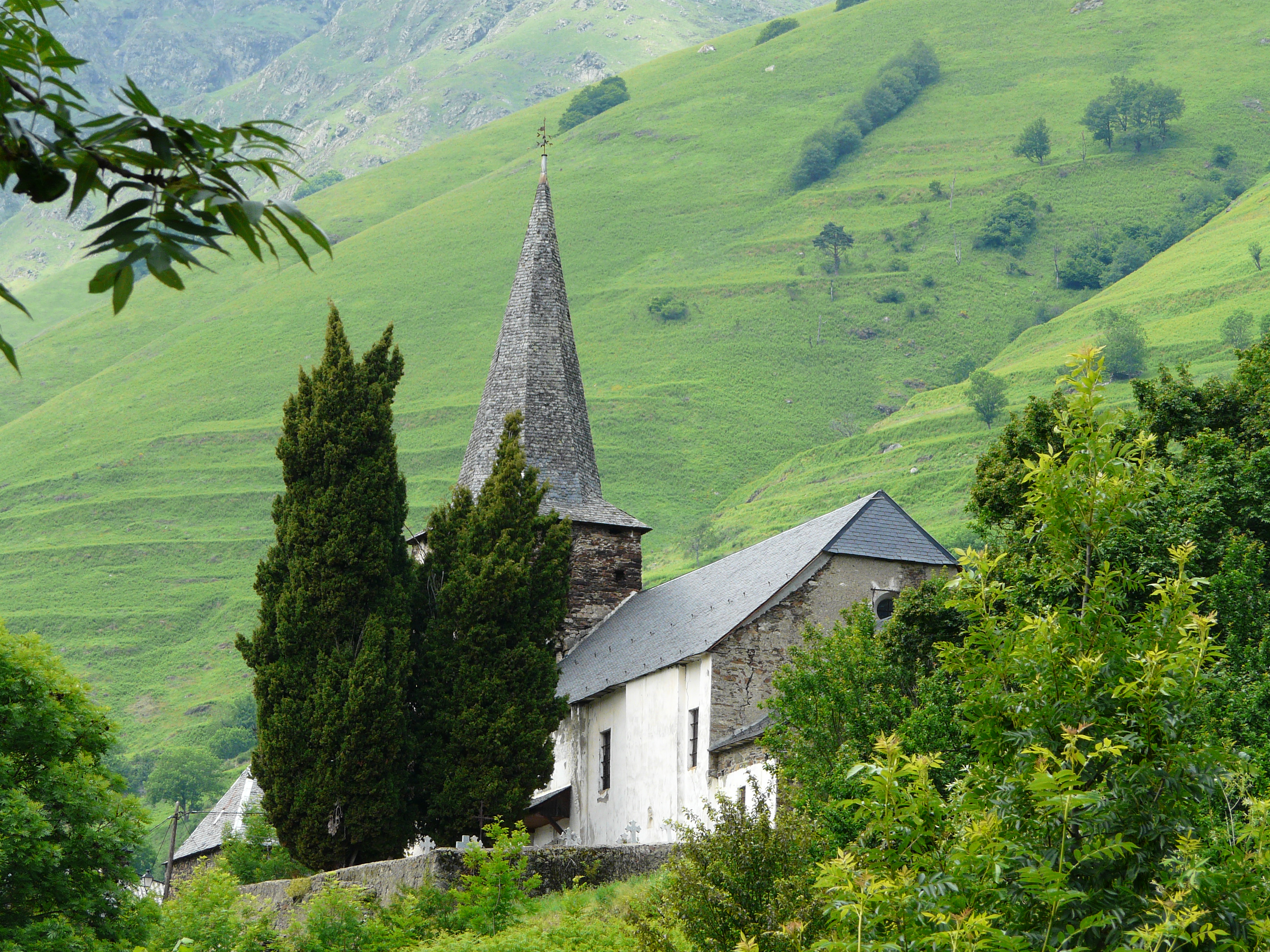
Peterskirche
- Rochuskapelle
- Annenkapelle
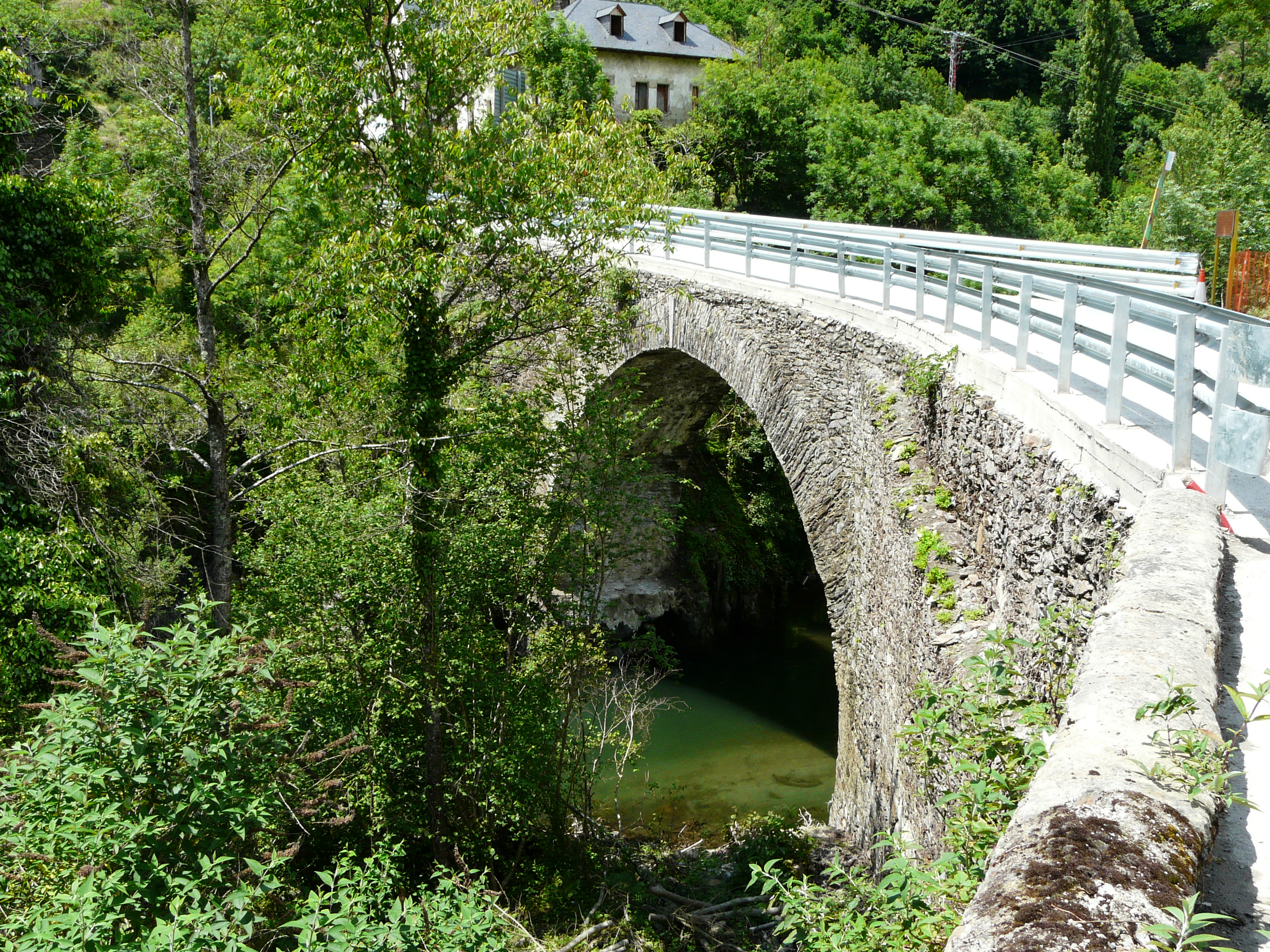
Pontaut-Brücke
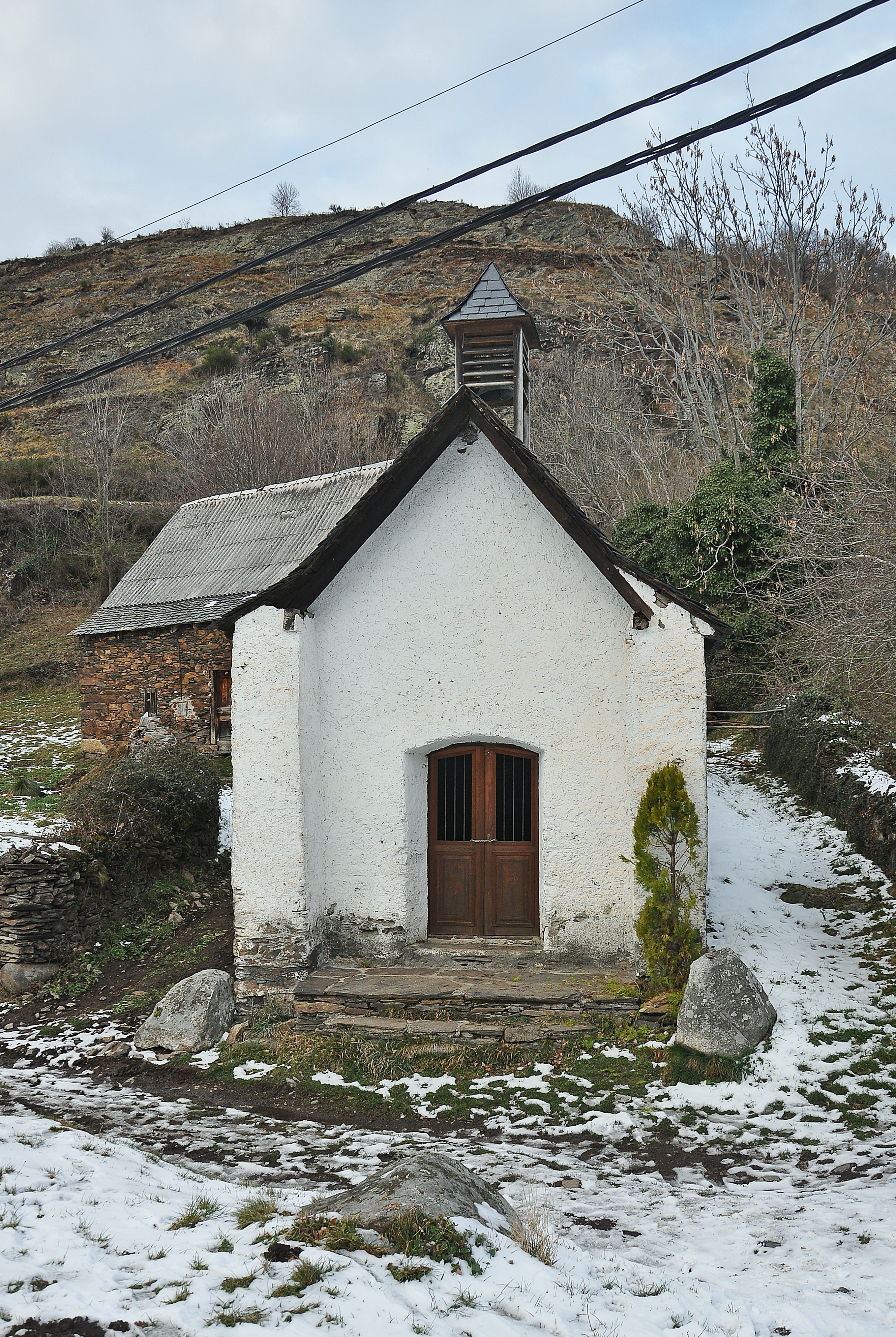
Rochuskapelle
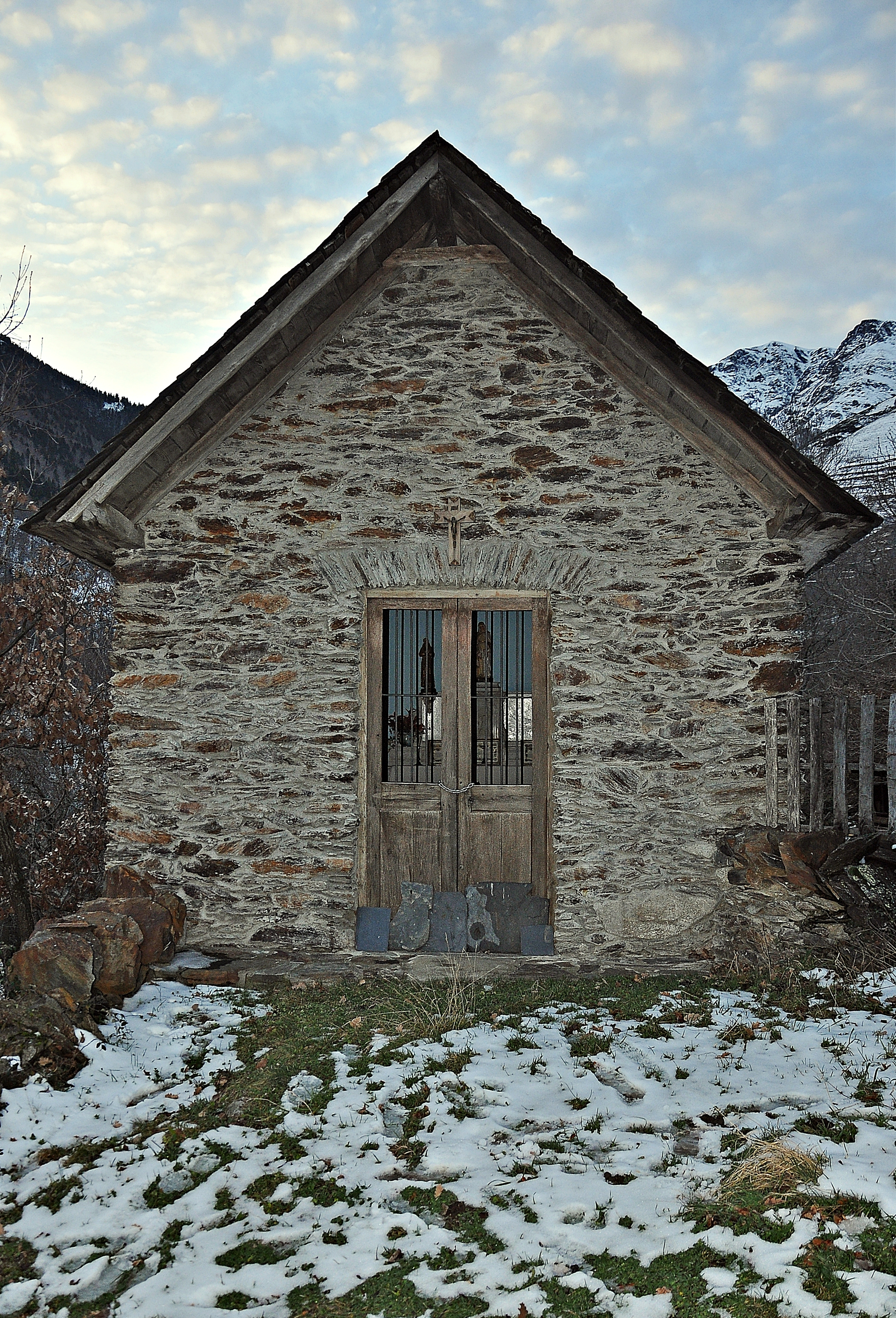
Annenkapelle

- Peterskirche
- Pontaut-Brücke
- Rochuskapelle
- Annenkapelle